# スーパーカーレースシリーズ
スーパーカーレースシリーズ（Super Car Race Series）は、2014年から2018年まで日本国内で行われていた自動車レースのシリーズ。略称はSCR。

## 概要
レーシングドライバーで、元SUPER GTチャンピオンの竹内浩典が中心となり立ち上げられたシリーズ。FIA GT3規格の車両（以下「GT3車両」）や、フェラーリ・チャレンジやポルシェ・カレラカップなどのいわゆる「カップカー」など複数のカテゴリーの車が混走し、実質的には文字通りの『スーパーカー』によるレースである。
元々日本国内では、GT3車両が参戦可能なレースとしてSUPER GT・GT300クラスやスーパー耐久・ST-Xクラスが存在しているが、これらのレースはいずれもプロドライバーのみ、またはプロドライバーとアマチュアドライバー（ジェントルマンドライバー）の混走で競われており、ジェントルマンドライバーの側から見ると（接触事故等の）リスクが高い上に、参戦費用も高くなるなど敷居が高い存在となっていた。
これに対してスーパーカーレースシリーズでは、プロドライバーの参戦を制限してジェントルマンドライバー主体のシリーズとすることで、ジェントルマンドライバーにレースをより楽しんでもらうことを主な目的としているのが特徴となっている。また、SUPER GTでは競争力が落ちる型落ちのGT3車両での参戦も可能である。
2015年からは子供向けの交通安全教室として「Kids Traffic Safety School Projects」を全イベントで併催。さらに一部イベントでは小柳ゆき、石井竜也などといった歌手によるライブも行うなど、集客向上のための試みも行われている。
2016年からは、GT3車両に通常課せられる性能調整（BoP: Balance of Performance）を撤廃するという新たな方針を打ち出した。これは、実際のレースにおいて下位カテゴリーであるカップカーのほうがGT3車両よりもストレートスピードで上回ってしまうという問題が起きていたことに加え、「せっかく高いお金でマシンを買ったのだから、本来のパフォーマンスを出させてあげたい」という理由もある。BoPを撤廃することで、GT3車両相互間で性能の不均衡が発生する可能性もあるが、それについては「主催者とエントラントで別途調整する」という。一方で開催地は富士スピードウェイのみとなり、レース数も年間2ラウンド4レースと大幅に規模が縮小されている。
2017年からは木村武史率いるCARGUYが冠スポンサーとなり、「CARGUY SUPER CAR RACE」として開催された。当年よりハンコックタイヤのワンメイクとなった。参加可能車両も見直しがなされ、N1マシンの参戦が可能になった一方で、プレミアムクラスが新設された。開催概要では、プレミアムクラスへの参戦可能車両としてフェラーリFXX、フェラーリFXX K、フェラーリ599XX、パガーニ・ゾンダ・レボリューション、マセラティMC12、アストンマーティン・ヴァルカン、ランボルギーニ・セスト・エレメント、マクラーレンP1 GTR、ブガッティ・ヴィジョン・グランツーリスモが列挙されていたが、実際はアストンマーティン・ヴァルカンがエントリー、予選に出走するにとどまった。
2018年も前年に引き続き「CARGUY SUPER CAR RACE」として開催された。当年よりピレリタイヤのワンメイクとなった。
2019年は仮想通貨のFusion Coinが冠スポンサーとなり、「Fusion Coin SUPER CAR RACE」として開催される予定であった。開幕戦は世界耐久選手権第2戦富士6時間レースの前座として開催される予定であったが、エントリー台数が世界耐久選手権の規定する前座レース開催の最低台数に満たず、2019年度の開催は中止された。
2020年以降については開催有無の発表もなく、公式サイト、Facebookの更新も停止しており、シリーズは事実上消滅した。

## 参加可能車両

### 2014年
2014年度の参戦可能車両、カテゴリ分けは以下のとおり。
| カテゴリーⅠ | FIA-GT3（年式不問） |
| カテゴリーⅡ | カップカー          |
| カテゴリーⅢ | FIA-GT4             |

### 2015年
2015年度の参戦可能車両、カテゴリ分けは以下のとおり。
| カテゴリーⅠ | FIA-GT3（年式不問） |
| カテゴリーⅡ | カップカー          |
| カテゴリーⅢ | GTC                 |
| カテゴリーⅣ | FIA-GT4             |

### 2016年
2016年度の参戦可能車両、カテゴリ分けは以下のとおり。
| クラスⅠ | FIA-GT3（年式不問） |
| クラスⅡ | カップカー          |
| クラスⅢ | GTC                 |
| クラスⅣ | FIA-GT4             |

### 2017年
2017年度の参戦可能車両、カテゴリ分けは以下のとおり。
| プレミアムクラス | サーキット専用車両 |
| GT3クラス        | FIA-GT3            |
| カップ1クラス    | カップカー         |
| カップ2クラス    | カップカー         |
| GT4/N1クラス     | FIA-GT4、N1等      |

### 2018年
2018年度の参戦可能車両、カテゴリ分けは以下のとおり。
| プレミアムクラス | サーキット専用車両  |
| Iクラス          | FIA-GT3             |
| IIクラス         | カップカー          |
| IIIクラス        | FIA-GT4、TSCR、N1等 |

### 2019年
2019年度の参戦可能車両、カテゴリ分けは以下のとおり。
| 1クラス | FIA-GT3              |
| 2クラス | カップカー           |
| 3クラス | FIA-GT4、TCR         |
| 4クラス | MINI CHALLENGE、N1等 |

## 事故
2015年10月16日、富士スピードウェイにおけるスポーツ走行時間の最中に、同週末に行われるSCRのレースに参戦予定だったドライバーの車が他車との接触事故によりコースアウトしタイヤバリアに激突、ドライバーが死亡した。このため、シリーズ代表の竹内は週末に予定されていたレースを中止した。

## シリーズ開催

### 2014年
|          | 開催日           | 開催サーキット     | 備考                                 |
| -------- | ---------------- | ------------------ | ------------------------------------ |
| 第1,2戦  | 4/13(日)         | ツインリンクもてぎ | もてぎチャンピオンカップレース 第2戦 |
| 第3,4戦  | 5/17(土)～18(日) | 富士スピードウェイ | 全日本選手権スーパーフォーミュラ     |
| 第5,6戦  | 6/14(土)～15(日) | 岡山国際サーキット | SUPER F3 RACE in OKAYAMA             |
| 第7,8戦  | 7/5(土)～6(日)   | スポーツランドSUGO | SUGOチャンピオンカップレースシリーズ |
| 第9,10戦 | 8/2(土)～3(日)   | 岡山国際サーキット | OKAYAMAチャレンジカップレース第3戦   |

### 2015年
第8戦は当初、袖ヶ浦フォレストレースウェイで開催予定だったが中止となり、代替として富士スピードウェイでの開催となった。
|          | 開催日           | 開催サーキット     | 備考                                                           |
| -------- | ---------------- | ------------------ | -------------------------------------------------------------- |
| 第1,2戦  | 4/18(土)～19(日) | 富士スピードウェイ | 富士チャンピオンレースシリーズ                                 |
| 第3,4戦  | 5/9(土)～10(日)  | ツインリンクもてぎ | 2015全日本F3選手権/2015 スーパーもてぎチャンピオンカップレース |
| 第5,6戦  | 7/11(土)～12(日) | スポーツランドSUGO | SUGOチャンピオンカップレースシリーズ                           |
| 第7戦    | 8/22(日)         | 富士スピードウェイ |                                                                |
| 第8戦    | 10/18(日)        | 富士スピードウェイ | 前述の#事故のため中止                                          |
| 第9,10戦 | 11/3(日)         | 富士スピードウェイ |                                                                |

### 2016年
|         | 開催日           | 開催サーキット     | 備考                               |
| ------- | ---------------- | ------------------ | ---------------------------------- |
| 第1,2戦 | 6/4(土)～5(日)   | 富士スピードウェイ | ザ・ワンメイクレース祭り 2016 富士 |
| 第3,4戦 | 8/20(土)～21(日) | 富士スピードウェイ | 富士チャンピオンレースシリーズ     |

### 2017年
|         | 開催日           | 開催サーキット     | 備考                           |
| ------- | ---------------- | ------------------ | ------------------------------ |
| 第1,2戦 | 4/15(土)～16(日) | 富士スピードウェイ | 富士チャンピオンレースシリーズ |
| 第3,4戦 | 9/16(土)～17(日) | 富士スピードウェイ | 富士チャンピオンレースシリーズ |

### 2018年
|         | 開催日           | 開催サーキット     | 備考                           |
| ------- | ---------------- | ------------------ | ------------------------------ |
| 第1,2戦 | 5/12(土)～13(日) | 富士スピードウェイ | 富士チャンピオンレースシリーズ |
| 第3,4戦 | 10/6(土)～7(日)  | 富士スピードウェイ | 富士チャンピオンレースシリーズ |

### 2019年
|         | 開催日            | 開催サーキット     | 備考                             |
| ------- | ----------------- | ------------------ | -------------------------------- |
| 第1,2戦 | 10/5(土)～6(日)   | 富士スピードウェイ | エントラントが集まらず開催中止。 |
| 第3,4戦 | 12/14(土)～15(日) | 富士スピードウェイ | 同上。                           |